# Shigemaru Takenokoshi
Shigemaru Takenokoshi (竹腰重丸), né le 15 février 1906 à Usuki et mort le 6 octobre 1980, était un footballeur et entraîneur japonais de football.

## Biographie
En tant qu'attaquant, Shigemaru est international nippon à cinq reprises entre 1925 et 1930 pour un but inscrit.
Il est le sélectionneur des Blue Samurais (1934, 1938-1940, 1951-1956 et 1958-1959). Il mène le Japon aux JO 1956, où le Japon est éliminé au premier tour.
Il reçoit en 1967 la Médaille au ruban bleu et en 1976 la médaille de l'Ordre du Trésor sacré.